# ГЕС Девіс
ГЕС Девіс — гідроелектростанція на межі штатів Аризона та Невада (Сполучені Штати Америки). Знаходячись між Греблею Гувера (вище по течії) та ГЕС Паркер, входить до складу каскаду на річці Колорадо (на території Мексики впадає до Каліфорнійської затоки).
В межах проекту річки перекрили кам'яно-накидною/земляною греблею висотою 61 метр, довжиною 488 метрів та товщиною від 50 (по гребеню) до 427 (по основі) метрів, яка потребувала 2,8 млн м3 матеріалу (крім того, на різні споруди комплексу витратили 459 тис. м3 бетону). Гребля утримує витягнуте по долині Колорадо на 108 км водосховище Лейк-Мохав з площею поверхні 113,3 км2 та об'ємом 2243 млн м3, в якому припустиме коливання рівня між позначками 162 та 197 метрів НРМ.
Через канал довжиною 0,3 км та п'ять водоводів діаметрами по 6,7 метра ресурс надходить до пригреблевого машинного залу. Первісно станцію обладнали п'ятьма турбінами типу Френсіс потужністю по 45 МВт, чотири з яких в подальшому модернізували до рівня у 51,8 МВт. Це обладнання працює при напорі у 41 метр та забезпечує виробництво 969 млн кВт-год елеткроенергії на рік.